# جورج إدواردز (سياسي)
جورج إدواردز (بالإنجليزية: George Edwards)‏ هو سياسي أسترالي، ولد في 30 يناير 1855 بهوبارت في أستراليا، وتوفي في 4 فبراير 1911 في نفس البلد. حزبياً، نشط في حزب التجارة الحرة. وقد انتخب عضو مجلس النواب الأسترالي عن دائرة Division of North Sydney ‏ (13 أبريل 1910 – 4 فبراير 1911) وانتخب عضو مجلس النواب الأسترالي عن دائرة Division of South Sydney ‏ (29 مارس 1901 – 8 نوفمبر 1906).